# Karina Lipiarska
Karina Liparska-Pałka, née le 16 février 1987, est une archère polonaise spécialiste de l'arc classique ou recurve (type retenu pour les jeux olympiques). 

## Palmarès

### Championnats du monde
- Ulsan 2009
  - 4e en Classique individuelle

- Nîmes 2014
  -  Médaille de bronze en équipe

### Championnats d'Europe
- Nottingham 2016
- 9e en individuelle
  - 9e en équipe
- Echmiadzin 2014
  -  Médaille d'argent en équipe

### Championnats de Pologne
- Championne nationale en 2009